# Unité urbaine de Saint-Cergues
L'unité urbaine de Saint-Cergues est une unité urbaine française constituée autour de la ville de Saint-Cergues, en Haute-Savoie.

## Données générales
Dans le zonage de 2020, elle est composée de trois communes.
Dans le zonage précédent de 2010,  ces trois communes faisaient partie de l'unité urbaine de Genève (SUI)-Annemasse (partie française).
En 2022, avec 5 552 habitants, elle représente la 14e unité urbaine intra-départementale du département de la Haute-Savoie.

## Composition de l'unité urbaine en 2020
Elle est composée des trois communes suivantes :
| Nom                          | Code Insee | Département  | Statut       | Superficie (km2) | Population (dernière pop. légale) | Densité (hab./km2) | Modifier                                    |
| ---------------------------- | ---------- | ------------ | ------------ | ---------------- | --------------------------------- | ------------------ | ------------------------------------------- |
| Saint-Cergues (ville-centre) | 74229      | Haute-Savoie | ville-centre | 12,55            | 3 779 (2022)                      | 301                | modifier les données · modifier les données |
| Juvigny                      | 74145      | Haute-Savoie | banlieue     | 2,71             | 634 (2022)                        | 234                | modifier les données · modifier les données |
| Machilly                     | 74158      | Haute-Savoie | banlieue     | 5,76             | 1 139 (2022)                      | 198                | modifier les données · modifier les données |

## Évolution démographique
| 1968  | 1975  | 1982  | 1990  | 1999  | 2008  | 2013  | 2019  |
| ----- | ----- | ----- | ----- | ----- | ----- | ----- | ----- |
| 2 078 | 2 769 | 3 186 | 3 708 | 3 914 | 4 677 | 5 018 | 5 399 |

#### Données générales
- Unité urbaine
- Aire d'attraction d'une ville
- Aire urbaine (France)
- Liste des unités urbaines de France

#### Données démographiques en rapport avec l'unité urbaine de Saint-Cergues
- Aire d'attraction de Genève - Annemasse (partie française)
- Arrondissement de Saint-Julien-en-Genevois

#### Données démographiques en rapport avec la Haute-Savoie
- Démographie de la Haute-Savoie